# Franz Grass
Franz Grass (* 24. November 1914 in Innsbruck; † 13. November 1993 ebenda) war ein österreichischer Rechtshistoriker und Mediziner.

## Leben
Nach der Volksschule besuchte er die Stella Matutina. Nach der Matura 1933 begann er das Studium an der Rechts- und Staatswissenschaftlichen Fakultät der Universität Innsbruck (Dr. iur. 1937, Dr. rer. pol. 1938). Während seines Studiums wurde er Mitglied der AV Austria Innsbruck. Nach dem Anschluss Österreichs im März 1938 wurde er für vier Wochen inhaftiert, und er wurde als Gerichtsreferendar (Gerichtsjahr) entlassen. Dann studierte er an der Medizinischen Fakultät der Universität Innsbruck (Dr. med. 1943). Er habilitierte sich 1947 an der Rechts- und Staatswissenschaftlichen Fakultät der Universität Innsbruck bei Godehard Josef Ebers für Kirchenrecht und Kirchliche Rechtsgeschichte. 1952 wurde er Amtsarzt bei der Tiroler Landesregierung und 1955 Amtsarzt bei der Bezirkshauptmannschaft Innsbruck-Land (letzter Diensttitel Obersanitätsrat). 1960 erfolgte die Verleihung des Titels eines außerordentlichen Universitätsprofessors sowie 1977 eines Hofrats.

## Schriften (Auswahl)
- Pfarrei und Gemeinde im Spiegel der Weistümer Tirols. Innsbruck 1950, OCLC 34488058.
- Hippolytus Guarinonius. Ein Vorkämpfer für deutsche Volksgesundheit im 17. Jahrhundert. Innsbruck 1954, OCLC 1072708132.
- Studien zur Sakralkultur und kirchlichen Rechtshistorie Österreichs. Innsbruck 1967, OCLC 185827049.
- Familiengeschichtliches Symposion. Zugleich ein Beitrag zur Kultur- und Geistesgeschichte Tirols unter besonderer Berücksichtigung der Familien Burglehner, Cornet, Fröhlich und Fröhlichsburg, Fuchs, Grass, Hochenegg, Jenner, Payr und Weinhart. Innsbruck 1968, OCLC 162446434.